# Thomas Green
Thomas William Green (30. března 1894 Fareham – 29. března 1975 Eastleigh) byl britský atlet, chodec, olympijský vítěz v chůzi na 50 km z roku 1932.

## Sportovní kariéra
Sportovní chůzi se začal věnovat až v pozdějším věku. První závod vyhrál ve 32 letech. Později zvítězil v závodě z Londýna do Brightonu (celkem čtyřikrát), z Manchesteru do Blackpoolu (šestkrát) a z Nottinghamu do Birminghamu (také šestkrát). V roce 1930 zvítězil v mistrovství Velké Británie v chůzi na 50 km.
Na olympiádě v Los Angeles v roce 1932 měl závod na 50 km chůze premiéru. Green vyrazil v klidném tempu a během tratě ztrácel na vedoucí závodníky několik minut. Zrychlení v posledních kilometrech vedlo k tomu, že se dostával na přednější pozice a nakonec do čela závodu, ve kterém zvítězil se sedmiminutovým náskokem.
Na následující olympiádu v Berlíně se už nekvalifikoval, po skončení závodní kariéry pracoval jako železničář.